# Tamzin Outhwaite
Tamzin Maria Outhwaite (Ilford, 5 novembre 1970) è un'attrice britannica.

## Vita privata
Dal 2006 al 2014 è stata sposata con l'attore Tom Ellis, con cui ha avuto due figlie.

## Filmografia parziale

### Cinema
7 Seconds Direct To Video Regia di Simon Fellows (2005)
- Sogni e delitti (Cassandra's Dream), regia di Woody Allen (2007)
- Radio Cape Cod, regia di Andrew Silver (2008)
- Grandi speranze (Great Expectations), regia di Mike Newell (2012)
- Bull, regia di Paul Andrew Williams (2021)

### Televisione
- Red Cap - film TV (2001)
- Out of Control - film TV (2002)
- Red Cap - serie TV, 12 episodi (2003-2004)
- Vital Signs - serie TV, 6 episodi (2006)
- Hotel Babylon - serie TV, 16 episodi (2006-2007)
- The Fixer - serie TV, 12 episodi (2008-2009)
- Paradox - miniserie TV, 5 episodi (2009)
- Fast Freddie, The Widow and Me - film TV (2011)
- New Tricks - Nuove tracce per vecchie volpi (New Tricks) - serie TV, 23 episodi (2012-2015)
- EastEnders - serie TV, 620 episodi (1998-2019)
- Dun Breedin' - miniserie TV, 9 episodi (2020)
- Ridley Road - serie TV, 4 episodi (2021)
- The Tower - serie TV, 4 episodi (2023)

## Premi
- British Soap Awards
  - 1999: "Sexiest Female" (EastEnders)
  - 2000: "Sexiest Female" (EastEnders)
- National Television Awards
  - 1999: "Most Popular Newcomer" (EastEnders)